# Популари
Популари (лат. Populares, једнина popularis, дословно „народни људи“ или „народњаци“) је назив за реформаторску, односно популистичку фракцију у Сенату и/ли међу водећим политичарима Римске републике од средине 2. до средине 1. века п. н. е. За њу је било карактеристично да је настојала да се тежиште власти у Републици са Сената, којим је доминирала аристократија, пребаци на римске скупштине, којима је доминирао плебс, односно обичан народ. Популари су, пак, наклоност плебса настојали стећи кроз аграрну реформу, ограничавање коришћења робова, мере социјалне помоћи за сиромашне грађане, односно проширење римског држављанства на појединце и заједнице из Италије и провинција.
Због свега тога се за популаре у савременој литератури понекад користи и израз демократи, а нека тумачења их називају првом социјалистичком политичком странком у историји. Иако су се борили за интересе ниже и средње класе, многи вође популара су потицали од римског племства, односно патриција.
Главни супарник популара су били конзервативни оптимати, а њихове међусобне борбе, које се почињу бележити од 130-их година п. н. е. су од доба браће Грах ескалирале у ендемско политичко насиље, па и грађанске ратове. Популари су под Гајем Маријем 80-их п. н. е. преузели власт у Риму, али је након Маријеве смрти следила крвава оптиматска реакција под Сулом. Најуспешнијим популарским вођом се показао Јулије Цезар, који је средином 40-их п. н. е. у грађанском рату скршио оптиматски отпор и успоставио личну диктатуру током које је проводио опсежне популарске реформе. Цезаровски режим се одржао и након његове смрти захваљујући Другом тријумвирату, али су успоставом новог царског поретка популари као политичка странка једноставно престали постојати.